# Cătunu (Berceni), Prahova
Cătunu este un sat în comuna Berceni din județul Prahova, Muntenia, România.

## Istoric
Primele documente care atestă existența satului datează din  timpul domniei lui Radu Șerban.In 1732 Mitropolitul Ștefan al Țării Românești emite un document in care solicită locuitorilor din jurul moșiei Cătunu să spună care sunt hotarele acesteia. 